# Ulwembua antsiranana
Espèce
Ulwembua antsiranana est une espèce d'araignées aranéomorphes de la famille des Cyatholipidae.

## Distribution
Cette espèce est endémique de la région Diana à Madagascar,. Elle se rencontre dans le parc national de la Montagne d'Ambre.

## Description
Le mâle holotype mesure 2,66 mm et la femelle paratype 2,85 mm.

## Étymologie
Son nom d'espèce lui a été donné en référence au lieu de sa découverte, la province d'Antsiranana.

## Publication originale
- Griswold, 1997 : The spider family Cyatholipidae in Madagascar (Araneae, Araneoidea). The Journal of Arachnology, vol. 25, p. 53-83 (texte intégral).